# Campo del Arrabal
El campo de fútbol del Arrabal fue un estadio de fútbol de la ciudad de Zaragoza, en España. Situado en el barrio del Arrabal de la capital, se inauguró en el año 1922. Fue el primer campo de fútbol de Aragón en el que se disputaría una competición nacional oficial, que sería un partido de la XXIIª edición de la Copa del Rey, en 1924, y el primer campo de fútbol de la región con dimensiones FIFA. Se derribaría en 1962.

## Historia
El campo de fútbol del Arrabal, estaba situado entre el camino de Juslibol -a la altura del actual Parque del Tío Jorge, concretamente en el entorno de la calle Peña Oroel- y la avenida de San Juan de la Peña, en el barrio del Arrabal, de la capital zaragozana. Fue inaugurado el día 12 de marzo de 1922 en un partido que enfrentaría a la Real Sociedad Atlética Stadium, como conjunto local, contra el Iberia Sport Club, y que vencerían los tomates por 2 a 1. La importancia del estadio en la historia futbolística de la ciudad y la región, reside principalmente en que fue el primer campo de fútbol con las dimensiones FIFA de Aragón, además del de mayor aforo del territorio por aquel entonces, con capacidad para ocho mil espectadores. 
Pasaría a la historia, asimismo, el día 30 de marzo de 1924, jornada en el que se jugaría el primer partido oficial de fútbol de una competición nacional en un estadio de Aragón, al disputarse ese día la vuelta de la primera ronda de la XXIIª edición de la Copa del Rey, en el partido que enfrentarían a la Real Sociedad Atlética Stadium de Zaragoza, vencedor del Campeonato Regional de Aragón, y al Fútbol Club Barcelona, vencedor de la Copa Cataluña. En dicho encuentro, el Stadium, caería vapuleado por un ya enorme Barcelona, que no obstante, dejaría la competición en semifinales al perder contra la Real Unión Club de Irún, a la postre vencedor de dicha edición. A la temporada siguiente (1925), el Stadium volvería a jugar la Copa del Rey al proclamarse nuevamente Campeón Regional de Aragón.
La entidad propietaria del campo sería la citada Real Sociedad Atlética Stadium hasta su desaparición, y posteriormente sus herederos, el Zaragoza Club Deportivo -que sin embargo utilizaría como cancha local el Campo de la Torre de Bruil, al otro lado del río- y el Real Zaragoza, que nunca lo utilizó para el equipo absoluto. Así, disputarían allí sus partidos como conjunto local el propio Stadium de Zaragoza, y después como arrendatarios, el Club Deportivo Patria Aragón, el Español del Arrabal y Club Deportivo Arrabal, equipos de menor entidad. Con el paso los años la cancha del Arrabal fue perdiendo notoriedad en el panorama balompédico de la ciudad.
Si bien, el Real Zaragoza, nunca lo utilizó como terreno local del equipo mayor, sería el terreno de juego y entrenamiento de diversos equipos de su cantera. En verano de 1962 pasaría a la memoria de los zaragozanos y zaragozanas al demolerse, cuarenta años después de su construcción.